# Барнс, Мэгги
Мэ́гги Ба́рнс (англ. Maggie Barnes; 6 марта 1882 — 19 января 1998) — американская долгожительница, входит в двадцатку старейших жителей Земли за всю историю. Несмотря на её солидный возраст (115 лет, 319 дней) она никогда не была старейшей долгожительницей ни в масштабах планеты, ни в масштабах США (занимала второе место после Сары Кнаусс).

## Биография
Мэгги Барнс родилась 6 марта 1882 года в семье бывших рабов. Долгие годы проживала в городе Джонсон, американского штата Северная Каролина. Была замужем за фермером, сама также занималась сельским хозяйством. Родила 15 детей, из которых на момент её смерти в живых осталось четверо.
Барнс умерла 19 января 1998 года в возрасте 115 лет и 319 дней от осложнений вызванных небольшой инфекцией ноги. Её родственники заявляли о том, что она была старше на год (что сделало её бы старейшим человеком, никогда не обладавшим титулом старейшего человека своей страны и мира), указывая на дату в свидетельстве о рождении, которая не совпадала с данными переписи населения. Тем не менее, официально, её датой рождения и по сей день считается 6 марта 1882 года.

## Рекорды
- На момент смерти входила в десятку старейших долгожителей за всю историю человечества, чей возраст полностью подтверждён (сейчас занимает 30-е место).
- Входит в десятку старейших долгожителей США в истории, чей возраст полностью подтверждён (занимает 8-е место).
- Является старейшим жителем штата Северная Каролина за всю его историю.
- Является одним из старейших негроидов в истории (наряду с соотечественницами Сюзанной Мушатт Джонс, Гертрудой Уивер, Элизабет Болден и Джералин Тэлли), а также одним из старейших людей, рождённых в рабстве.
- Она является старейшим человеком, рождённым в 1882 году.